# 아름다운 눈동자
"아름다운 눈동자"는 한국에서 제작된 이형표 감독의 1965년 영화이다. 엄앵란 등이 주연으로 출연하였고 김인동 등이 제작에 참여하였다.

## 출연

### 주연
- 엄앵란
- 김동원
- 박암
- 황정순

## 수상
- 엄앵란: 청룡영화상 - 여우주연상

## 기타
- 조명: 박진수
- 미술: 박석인